# Zorro and Son
Zorro and Son is een Amerikaanse televisieserie gebaseerd op het personage Zorro. De serie werd in 1983 uitgezonden op CBS, en bestond uit slechts 5 afleveringen.

## Verhaal
De serie begint 25 jaar nadat Don Diego de la Vega voor het eerst Zorro werd. Hij is inmiddels getrouwd, en heeft een zoon genaamd Don Carlos (die net als zijn vader in Spanje een opleiding volgt). Diego vecht nog altijd als Zorro tegen het onrecht, maar zijn leeftijd begint hem inmiddels tegen te werken. Hij heeft meer en meer moeite met vechten, en de bevolking wordt nog altijd onderdrukt.
Bernardo, Diego’s dienaar, stuurt Don Carlos een bericht om terug te komen naar Los Angeles, en daar ook een Zorro te worden zodat hij zijn vader bij kan staan. De twee gaan samen de strijd aan met commandant Paco Pico en diens handlanger, sergeant Sepulveda. Don Carlos blijkt een levensgenieter te zijn, die als hij niet aan het vechten is continu vrouwen probeert het hof te maken en zijn tijd verdoet met gokken. In gevechten gebruikt hij moderne wapens zoals pistolen en gasbommen in plaats van een zwaard.

## Rolverdeling
- Pete Leal ... Peasant
- Catherine Parks ... Señorita Anita
- Henry Darrow ... Don Diego de Vega / Zorro
- Paul Regina ... Don Carlos de Vega / Zorro jr.
- Bill Dana ... Bernardo
- Gregory Sierra ... Capt. Paco Pico
- Richard Beauchamp ... Sgt. Sepulveda
- Barney Martin ... Napa
- John Moschitta Jr. ... Cpl. Cassette

## Afleveringen
1. Zorro and Son
2. Beauty and the Mask
3. A Fistful of Pesos
4. Wash Day
5. The Butcher of Barcelona

## Trivia
- Oorspronkelijk benaderden de producers Guy Williams, de acteur die in de eerste Zorro-serie de rol van Don Diego speelde, voor opnieuw de rol van Diego/Zorro.